# Dan Henderson
Daniel Jeffery Henderson, (přezdívka "Hendo" nebo "H-bomb"; * 24. srpna 1970) je americký bojovník smíšených bojových umění (MMA) a dřívější olympionik v zápase řecko-římském. Soutěží ve střední a polotěžké váze. Je dřívější šampion organizace Strikeforce v polotěžké váze a organizace PRIDE ve vahách do 83 kg (Welterweight 183 lb) a do 93 kg (Middleweight 205 lb). Byl jediným zápasníkem MMA, který držel titulové pásy ve dvou váhových kategoriích zároveň v jakékoliv větší organizaci. Vyhrál mj. turnaj UFC 17 ve střední váze, dále pak 1997 Brazil Open Lightweight Tournament, RINGS King of Kings 1999 Tournament a 2005 PRIDE Welterweight Grand Prix.
Henderson je veteránem tohoto odvětví bojových umění a za dobu své kariéry musel čelit skutečné zápasnické elitě. Jeho soupeři byli Anderson "Spider" Silva, Quinton "Rampage" Jackson, Antônio Rogério Nogueira, Jake Shields, Ricardo Arona a další. Podařilo se mu porazit takové borce jako jsou Fedor "Last Emperor" Emelianenko, Maurício "Shogun" Rua, Antônio Rodrigo Nogueira, Wanderlei Silva, Vitor Belfort, Renzo Gracie, Michael Bisping, Rich Franklin, Rousimar Palhares nebo Rafael Cavalcante. Jeho styl boje se vyznačuje tvrdými údery (pověstný je především jeho pravý hák zvaný H-bomb) a zároveň velkou odolností vůči úderům. Raději bojuje v postoji, než na zemi, přičemž kopy používá podstatně méně než ruce. Na zemi se příliš nesnaží o nasazení páky nebo škrcení, ale uplatňuje spíše styl "ground-and-pound" (zasypání ležícího soupeře údery).
Ve věku 46 let Henderson ukončil kariéru.
Hendersonova zápasová bilance činí 32 výher (z toho 16 knockoutem a 2 vzdáním) a 15 porážek (z toho 4 vzdáním a 3 knockoutem).
Dan Henderson měří 180 cm, váží 92 kg a jeho rozpětí paží je 180 cm.

## MMA výsledky

### Profesionální kariéra
| Výsledek | Bilance | Soupeř                   | Metoda                                          | Událost                                  | Datum              | Kolo | Čas   | Místo                                   |
| -------- | ------- | ------------------------ | ----------------------------------------------- | ---------------------------------------- | ------------------ | ---- | ----- | --------------------------------------- |
| Prohra   | 32-15   | Michael Bisping          | Na body                                         | UFC 204                                  | 8. října 2016      | 5    | 5:00  | Manchester, Anglie                      |
| Výhra    | 32-14   | Hector Lombard           | KO (loket)                                      | UFC 199                                  | 4. června 2016     | 2    | 1:27  | Inglewood, Spojené státy americké       |
| Prohra   | 31-14   | Vitor Belfort            | KO (kopem a údery)                              | UFC Fight Night: Belfort vs. Henderson 3 | 7. listopadu 2015  | 1    | 2:07  | São Paulo, Brazílie                     |
| Výhra    | 31-13   | Tim Boetsch              | KO (údery)                                      | UFC Fight Night: Boetsch vs. Henderson   | 6. června 2015     | 1    | 0:28  | New Orleans, Spojené státy americké     |
| Prohra   | 30-13   | Gegard Mousasi           | TKO (údery)                                     | UFC on Fox: Gustafsson vs. Johnson       | 24. ledna 2015     | 1    | 1:10  | Stockholm, Švédsko                      |
| Prohra   | 30-12   | Daniel Cormier           | Technické donucení (Rear Naked Choke)           | UFC 173                                  | 24. května 2014    | 3    | 3:53  | Las Vegas, Spojené státy americké       |
| Výhra    | 30-11   | Maurício Rua             | TKO (údery)                                     | UFC Fight Night: Shogun vs. Henderson 2  | 23. března 2014    | 3    | 1:31  | Natal, Brazílie                         |
| Prohra   | 29-11   | Vitor Belfort            | KO (kop do hlavy)                               | UFC Fight Night: Belfort vs. Henderson   | 9. listopadu 2013  | 1    | 1:17  | Goiânia, Brazílie                       |
| Prohra   | 29-10   | Rashad Evans             | Na body                                         | UFC 161                                  | 15. června 2013    | 3    | 5:00  | Winnipeg, Kanada                        |
| Prohra   | 29-9    | Lyoto Machida            | Na body                                         | UFC 157                                  | 23. února 2013     | 3    | 5:00  | Anaheim, Spojené státy americké         |
| Výhra    | 29-8    | Maurício Rua             | Na body                                         | UFC 139                                  | 19. listopadu 2011 | 5    | 5:00  | San José, Spojené státy americké        |
| Výhra    | 28-8    | Fjodor Jemeljaněnko      | TKO (údery)                                     | Strikeforce: Fedor vs. Henderson         | 30. července 2011  | 1    | 4:12  | Hoffman Estates, Spojené státy americké |
| Výhra    | 27-8    | Rafael Cavalcante        | TKO (údery)                                     | Strikeforce: Feijao vs. Henderson        | 5. března 2011     | 3    | 0:50  | Columbus, Spojené státy americké        |
| Výhra    | 26-8    | Renato Sobral            | KO (údery)                                      | Strikeforce: St. Louis                   | 4. prosince 2010   | 1    | 1:53  | St. Louis, Spojené státy americké       |
| Prohra   | 25-8    | Jake Shields             | Na body                                         | Strikeforce: Nashville                   | 17. dubna 2010     | 5    | 5:00  | Nashville, Spojené státy americké       |
| Výhra    | 25-7    | Michael Bisping          | KO (pěstí)                                      | UFC 100                                  | 11. července 2009  | 2    | 3:20  | Las Vegas, Spojené státy americké       |
| Výhra    | 24-7    | Rich Franklin            | Na body                                         | UFC 93                                   | 17. ledna 2009     | 3    | 5:00  | Dublin, Irsko                           |
| Výhra    | 23-7    | Rousimar Palhares        | Na body                                         | UFC 88                                   | 6. září 2008       | 3    | 5:00  | Atlanta, Spojené státy americké         |
| Prohra   | 22-7    | Anderson Silva           | Donucení (Rear Naked Choke)                     | UFC 82                                   | 1. března 2008     | 2    | 4:50  | Columbus, Spojené státy americké        |
| Prohra   | 22-6    | Quinton Jackson          | Na body                                         | UFC 75                                   | 8. září 2007       | 5    | 5:00  | Londýn, Spojené království              |
| Výhra    | 22-5    | Wanderlei Silva          | KO (pěstí)                                      | Pride 33                                 | 24. února 2007     | 3    | 2:08  | Las Vegas, Spojené státy americké       |
| Výhra    | 21-5    | Vitor Belfort            | Na body                                         | Pride 32 – The Real Deal                 | 21. října 2006     | 3    | 5:00  | Las Vegas, Spojené státy americké       |
| Prohra   | 20-5    | Kazuo Misaki             | Na body                                         | Pride – Bushido 12                       | 26. srpna 2006     | 2    | 5:00  | Nagoja, Japonsko                        |
| Výhra    | 20-4    | Kazuo Misaki             | Na body                                         | Pride – Bushido 10                       | 2. dubna 2006      | 2    | 5:00  | Tokio, Japonsko                         |
| Výhra    | 19-4    | Murilo Bustamante        | Na body                                         | Pride Shockwave 2005                     | 31. prosince 2005  | 2    | 5:00  | Saitama, Japonsko                       |
| Výhra    | 18-4    | Akihiro Gono             | KO (pěstí)                                      | Pride Bushido 9                          | 25. září 2005      | 1    | 7:58  | Tokio, Japonsko                         |
| Výhra    | 17-4    | Rjó Čonan                | KO (pěstí)                                      | Pride Bushido 9                          | 25. září 2005      | 1    | 0:22  | Tokio, Japonsko                         |
| Prohra   | 16-4    | Antônio Rogério Nogueira | Donucení (armbar)                               | Pride Total Elimination 2005             | 23. dubna 2005     | 1    | 8:05  | Ósaka, Japonsko                         |
| Výhra    | 16-3    | Juki Kondo               | Na body                                         | Pride Shockwave 2004                     | 31. prosince 2004  | 3    | 5:00  | Saitama, Japonsko                       |
| Výhra    | 15-3    | Kazuhiro Nakamura        | TKO (zranění ramene)                            | Pride 28                                 | 31. října 2004     | 1    | 1:15  | Saitama, Japonsko                       |
| Výhra    | 14-3    | Murilo Bustamante        | TKO (údery)                                     | Pride Final Conflict 2003                | 9. listopadu 2003  | 1    | 0:53  | Tokio, Japonsko                         |
| Výhra    | 13-3    | Šungo Ojama              | TKO (údery)                                     | Pride 25                                 | 16. března 2003    | 1    | 3:28  | Jokohama, Japonsko                      |
| Prohra   | 12-3    | Antônio Rodrigo Nogueira | Donucení (armbar)                               | Pride 24                                 | 23. prosince 2002  | 3    | 1:49  | Fukuoka, Japonsko                       |
| Prohra   | 12-2    | Ricardo Arona            | Na body                                         | Pride 20                                 | 28. dubna 2002     | 3    | 5:00  | Jokohama, Japonsko                      |
| Výhra    | 12-1    | Murilo Rua               | Na body                                         | Pride 17                                 | 3. listopadu 2001  | 3    | 5:00  | Tokio, Japonsko                         |
| Výhra    | 11-1    | Akira Šodži              | TKO (údery a kolena)                            | Pride 14 – Clash of the Titans           | 27. května 2001    | 3    | 3:18  | Jokohama, Japonsko                      |
| Výhra    | 10-1    | Renzo Gracie             | KO (pěstí)                                      | Pride 13 – Collision Course              | 25. května 2001    | 1    | 1:40  | Saitama, Japonsko                       |
| Prohra   | 9-1     | Wanderlei Silva          | Na body                                         | Pride 12 – Cold Fury                     | 9. prosince 2000   | 2    | 10:00 | Saitama, Japonsko                       |
| Výhra    | 9-0     | Renato Sobral            | Na body                                         | Rings: King of Kings 1999 Final          | 26. února 2000     | 2    | 5:00  | Tokio, Japonsko                         |
| Výhra    | 8-0     | Antônio Rodrigo Nogueira | Na body                                         | Rings: King of Kings 1999 Final          | 26. února 2000     | 3    | 5:00  | Tokio, Japonsko                         |
| Výhra    | 7-0     | Gilbert Yvel             | Na body                                         | Rings: King of Kings 1999 Final          | 26. února 2000     | 2    | 5:00  | Tokio, Japonsko                         |
| Výhra    | 6-0     | Hiromicu Kanehara        | Na body                                         | Rings: King of Kings 1999 Block A        | 28. říjen 1999     | 2    | 5:00  | Tokio, Japonsko                         |
| Výhra    | 5-0     | Bakouri Gogitidze        | Donucení (kop kolenem)                          | Rings: King of Kings 1999 Block A        | 28. říjen 1999     | 1    | 2:17  | Tokio, Japonsko                         |
| Výhra    | 4-0     | Carlos Newton            | Na body                                         | UFC 17                                   | 15. května 1998    | 1    | 15:00 | Mobile, Spojené státy americké          |
| Výhra    | 3-0     | Allan Góes               | Na body                                         | UFC 17                                   | 15. května 1998    | 1    | 15:00 | Mobile, Spojené státy americké          |
| Výhra    | 2-0     | Eric Smith               | Technické donucení (guillotine choke z postoje) | Brazil Open '97                          | 15. června 1997    | 1    | 0:30  | Brazílie                                |
| Výhra    | 1-0     | Crezio de Souza          | TKO (údery)                                     | Brazil Open '97                          | 15. června 1997    | 1    | 5:24  | Brazílie                                |